# لؤي دعبس
لؤي دعبس ملاكم مصري ولد في عام 1965 ويبلغ من العمر 57 عاما، رئيس اتحاد شمال أفريقيا لملاكمة المحترفيين.

## حياته
- بطل الجمهورية، ولاعب مصر الدولي لملاكمة المحترفين

- رئيس اتحاد شمال أفريقية لملاكمة المحترفين، وعضو مجلس إدارة الأتحاد الأفريقي للملاكمة، ومدير شئون الجمعية المصرية للملاكمة والكيك بوكسينغ.

## الأنشطة وجوائز
- بطل الجمهورية، ولاعب مصر الدولي لملاكمة المحترفين، رئيس اتحاد شمال أفريقية لملاكمة المحترفين، وعضو مجلس إدارة الأتحاد الأفريقي للملاكمة، ومدير شئون الجمعية المصرية للملاكمة والكيك بوكسينغ. بدأ البطل الدولي حياتة الرياضية ملاكما بنادي الترسانة عام1985، وانضم بعدها لنادي الزمالك عام1997، ثم إلي المنتخب المصري للملاكمة عام 1990، وفاز ببطولة مصر الدولية عام 1993، وفاز أيضا ببطولة العرب بسوريا عام1995 تولي الكابتن لؤي دعبس منصب رئيس جهاز الملاكمة بنادي الزمالك، وفازمعهم بكل البطولات المحلية والعربية التي شارك فيها، وتعاقد كابتن لؤي دعبس مع لأعبي منتخب مصر للملاكمة وضمهم إلي القلعة البيضاء بمبالغ زهيدة لعشقة لهذه اللعبة ولنادي الزمالك، واعتزل كابتن لؤي دعبس لعب الملاكمة في عام 2000. وأقام كابتن لؤي دعبس عدد من المنافسات أبرزها بطولة أفريقيا، فاز بها البطل المصرى أحمد مصطفى، على حساب لأعب أمريكى من أصل تنزانى يدعى رشيد، ويعد مصطفي من ضمن الفريق الذي كونه كابتن لؤي دعبس لخوض المنافسات على الصعيد الدولى في جميع البطولات

## أنشطته
- تولي لؤي دعبس منصب رئيس جهاز الملاكمة بنادي الزمالك، وفاز معهم بجميع البطولات المحلية والعربية التي شارك خلالها، وأعلن دعبس اعتزاله لعب الملاكمة عام 2000.

- توج ببطولة الجمهورية، ولاعب مصر الدولي لملاكمة المحترفين، رئيس اتحاد شمال أفريقيا لملاكمة المحترفين، وعضو مجلس إدارة الاتحاد الأفريقي للملاكمة، ومدير شئون الجمعية المصرية للملاكمة والكيك بوكسينغ.

- عضو مجلس إدارة نادي الزمالك السابق

=المصادر=
لؤي دعبس في حوار جريء لصدي البلد